# Сентрал-Сіті (Пенсільванія)
Сентрал-Сіті (англ. Central City) — місто (англ. borough) в США, в окрузі Сомерсет штату Пенсільванія. Населення — 998 осіб (2020).

## Географія
Сентрал-Сіті розташований за координатами 40°6′35″ пн. ш. 78°48′16″ зх. д. / 40.10972° пн. ш. 78.80444° зх. д. (40.109612, -78.804320).  За даними Бюро перепису населення США в 2010 році місто мало площу 1,40 км², уся площа — суходіл.

## Демографія
Згідно з переписом 2010 року, у селищі мешкали 1124 особи в 489 домогосподарствах у складі 319 родин. Густота населення становила 804 особи/км².  Було 561 помешкання (401/км²).
Расовий склад населення:
| - 99,7 % — білих - 0,1 % — корінних американців |

До двох чи більше рас належало 0,2 %. Частка іспаномовних становила 0,1 % від усіх жителів.
За віковим діапазоном населення розподілялося таким чином: 19,6 % — особи молодші 18 років, 61,2 % — особи у віці 18—64 років, 19,2 % — особи у віці 65 років та старші. Медіана віку мешканця становила 44,9 року. На 100 осіб жіночої статі у селищі припадало 91,5 чоловіків;  на 100 жінок у віці від 18 років та старших — 90,7 чоловіків також старших 18 років.
Середній дохід на одне домашнє господарство  становив 47 897 доларів США (медіана — 41 875), а середній дохід на одну сім'ю — 56 390 доларів (медіана — 53 125). За межею бідності перебувало 12,5 % осіб, у тому числі 24,2 % дітей у віці до 18 років та 9,0 % осіб у віці 65 років та старших.
Цивільне працевлаштоване населення становило 495 осіб. Основні галузі зайнятості: освіта, охорона здоров'я та соціальна допомога — 22,6 %, роздрібна торгівля — 16,0 %, мистецтво, розваги та відпочинок — 9,1 %, будівництво — 8,3 %.